# 大久保春野
大久保 春野（おおくぼ はるの、弘化3年8月18日〈1846年10月8日〉- 1915年〈大正4年〉1月26日）は、日本の陸軍軍人、華族。朝鮮駐剳軍司令官、第3師団長、第6師団長等を歴任する。階級は陸軍大将従二位勲一等功二級男爵。

## 経歴
春野の生家の大久保家は小田原藩主大久保氏の祖である忠世の弟忠佐の後裔であり、代々式内社である県社淡海国玉神社（静岡県磐田市）の神職を務めた家だった。父の大久保忠尚ははじめ同神社の宮司だったが、明治維新後に政府に出仕し、海軍小書記官を経て海軍主計大監に就任した人物だった。
春野はその忠尚の長男として生まれ、遠州報国隊として父と共に戊辰戦争に従軍する。
維新後、明治3年（1870年）5月、大阪兵学校内幼年校生徒となる。同10月からフランスに留学し、1875年（明治8年）7月帰国。陸軍省七等出仕に命ぜられる。1877年（明治10年）4月、陸軍歩兵少佐に任官され陸軍省第2局第5課長、1879年（明治12年）1月、第2局第1課長に移り、同10月呼称変更となり人員局歩兵課長となる。1880年（明治13年）5月に熊本鎮台歩兵第14連隊大隊長となり、1882年（明治15年）12月、参謀本部管西局員に移る。1885年（明治18年）、中佐に進み7月24日から参謀本部編纂課長兼第2局第3課長に就任する。1886年（明治19年）3月19日、歩兵第12連隊長に移り、1889年（明治22年）、歩兵大佐に進級する。1890年（明治23年）6月13日、茨木惟昭の後を受け陸軍戸山学校長に就き、1891年（明治24年）6月15日、陸軍士官学校長に移る。
翌年11月24日、第2師団参謀長に就任し、1894年（明治27年）には陸軍少将に任命され歩兵第7旅団長を補され、日清戦争に出征する。日清戦争では海城方面守備隊司令官、鳳凰城方面守備隊司令官を務め、続く台湾出兵に参加し1897年（明治30年）12月、近衛歩兵第1旅団長に就任する。
1900年（明治33年）4月に陸軍中将に進級し教育総監部参謀長（後の教育総監部本部長）を経て1902年（明治35年）5月5日、第6師団長に親補され、第2軍隷下として日露戦争に従軍する。沙河会戦を経て第4軍隷下に移り奉天会戦に参加する。戦後、功により1906年（明治39年）4月1日、勲一等旭日大綬章及び功二級金鵄勲章を受章、同7月6日、第3師団長に移り、1907年（明治40年）9月21日、男爵を授けられ華族に列せられる。
1908年（明治41年）8月7日、陸軍大将に進み同12月から韓国駐剳軍司令官に就任する。1910年（明治43年）10月、先の韓国併合に伴い呼称変更され朝鮮駐剳軍司令官。1911年（明治44年）8月18日、後備役。1915年（大正4年）1月26日、薨去。特旨により従二位に叙される。墓所は青山霊園(1イ1-22)。

## 栄典
位階
- 1885年（明治18年）7月25日 - 正六位[6]
- 1891年（明治24年）7月6日 - 従五位[7]
- 1895年（明治28年）1月21日 - 正五位[8]
- 1900年（明治33年）3月10日 - 従四位[9]
- 1902年（明治35年）8月20日 - 正四位[10]
- 1905年（明治38年）8月26日 - 従三位[11]
- 1908年（明治41年）9月30日 - 正三位[12]
- 1915年（大正4年）1月26日 - 従二位[13]

爵位
- 1907年（明治40年）9月21日 - 男爵[14]

勲章等
| 受章年                     | 略綬 | 勲章名                 | 備考 |
| -------------------------- | ---- | ---------------------- | ---- |
| 1887年（明治20年）5月27日  |      | 勲四等旭日小綬章       |      |
| 1895年（明治28年）5月23日  |      | 勲三等瑞宝章           |      |
| 1895年（明治28年）12月4日  |      | 旭日中綬章             |      |
| 1901年（明治34年）5月31日  |      | 勲二等瑞宝章           |      |
| 1905年（明治38年）11月30日 |      | 勲一等瑞宝章           |      |
| 1906年（明治39年）4月1日   |      | 功二級金鵄勲章         |      |
| 1906年（明治39年）4月1日   |      | 旭日大綬章             |      |
| 1906年（明治39年）4月1日   |      | 明治三十七八年従軍記章 |      |
| 1912年（大正元年）8月1日   |      | 韓国併合記念章         |      |
| 1915年（大正4年）1月26日   |      | 旭日桐花大綬章         |      |
| 1915年（大正4年）4月20日   |      | 御紋付銀杯             |      |

外国勲章等佩用允許
| 受章年                    | 国籍                         | 略綬 | 勲章名                             | 備考 |
| ------------------------- | ---------------------------- | ---- | ---------------------------------- | ---- |
| 1902年（明治35年）4月23日 | フランス共和国               |      | レジオンドヌール勲章コンマンドール |      |
| 1907年（明治40年）7月20日 | バイエルン王国               |      | 武功剣付第一等勲章                 |      |
| 1908年（明治41年）1月10日 | オーストリア＝ハンガリー帝国 |      | 鉄冠第一等勲章                     |      |
| 1909年（明治42年）4月28日 | 大韓帝国                     |      | 李花大綬章                         |      |
| 1910年（明治43年）4月26日 | 大韓帝国                     |      | 韓国皇帝陛下南西巡幸記念章         |      |
| 1910年（明治43年）8月28日 | 大韓帝国                     |      | 瑞星大勲章                         |      |

## 伝記
- 中村修二『大久保春野』奉公会、1920年。

## 親族
- 養子：大久保光野（川村鉄太郎三男）
- 娘婿：金井延（東京帝国大学教授・初代経済学部長）[1]、一戸寛（陸軍少佐・黒羽藩主大関増徳六男・陸軍大将一戸兵衛嫡養子）[1]、川村鉄太郎（伯爵・貴族院議員）、和田三造（洋画家・版画家）